# 閼与の戦い
閼与の戦い（あつよのたたかい）は、中国戦国時代の紀元前269年に秦と趙との間で行われた戦い。
紀元前269年、秦は韓を討とうとして、公孫胡昜に軍を率いさせて、閼与（現在の山西省晋中市和順県）に布陣した。趙王は廉頗や楽乗に韓を救援してやるべきかと質問したが両者とも「道が険しくて難しい」と言った。王は趙奢を呼んで訪ねた。趙奢は「道は険しいが、例えて言えば二匹のネズミが穴の中で戦うようなもの。将の勇敢なほうが勝つでしょう」と言った。趙王は趙奢を指揮官として救援に向かわせた。
趙奢は邯鄲から30里の地に塁壁を築いて進軍を止めた。秦軍は武安の西に陣を敷いて趙軍を待ち構えた。ある日、趙軍の陣に間者が入り込んだが、趙奢は間者をもてなして帰してやった。趙軍は塁壁を築いていて進軍を止めている、という間者の報告を聞いた秦の将軍は大いに喜んだ。趙奢は間者を帰らせた後、軍勢を急行させ、閼与から五十里離れた所に陣地を築いた。これを聞いた秦軍は全兵力を趙軍に向けてきた。趙奢は許歴の意見を聞き入れ、厚い陣形をしいて、1万人を北の山上に登らせた。秦軍は遅れてやってきて、山を奪取しようとしたが登ることができなかった。趙奢は待機していた軍勢を繰り出して秦軍を大破した。
秦軍に勝利した趙奢は趙王から馬服君の称号を賜わり、許歴は国尉の称号を得た。